# Donji Garevci
Donji Garevci su naseljeno mjesto u sastavu Grada Prijedor, Republika Srpska, BiH. Nalaze se oko pet kilometara od Prijedora, leže na dva potoka, a to su Majčevac i Kozaračka rijeka. 

## Stanovništvo
| Donji Garevci      |              |              |              |
| godina popisa      | 1991.        | 1981.        | 1971.        |
| Srbi               | 461 (85,68%) | 563 (66,86%) | 440 (74,95%) |
| Muslimani          | 59 (10,96%)  | 234 (27,79%) | 136 (23,16%) |
| Hrvati             | 2 (0,37%)    | 1 (0,11%)    | 2 (0,34%)    |
| Jugoslaveni        | 14 (2,60%)   | 25 (2,96%)   | 5 (0,85%)    |
| ostali i nepoznato | 2 (0,37%)    | 19 (2,25%)   | 4 (0,68%)    |
| ukupno             | 538          | 842          | 587          |